# Australie aux Jeux olympiques d'été de 1996
L'Australie participe aux Jeux olympiques d'été de 1996 à Atlanta.
Elle remporte 41 médailles dont 9 en or, et est ainsi classée à la septième place du tableau des médailles.

## Nombre de médailles
- Médailles d'or : 9
- Médailles d'argent : 9
- Médailles de bronze : 23